# 郑继成

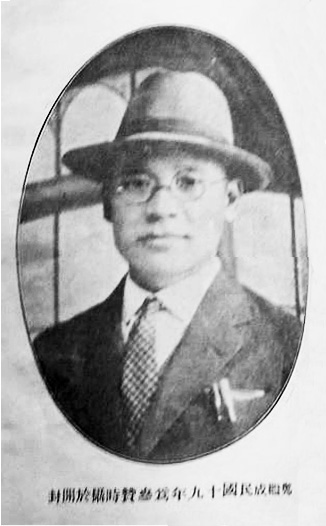
郑继成民国十九年为参赞时摄于开封

郑继成（1890年—1946年），字绍先，山东历城北辛店人，中华民国军事人物。

## 生平
郑继成的祖上为明朝初年的功臣，分封于山东之后，自江宁县迁居济南，世代在历城居住。郑继成的父亲郑嘉瀛育有四个儿子，郑继成排行第三。9岁起，郑继成在乡塾念书。12岁时，因家贫而过继给叔父郑金声。身为军人的郑金声乃带郑继成随军读书。15岁时，郑继成在兵营入学。毕业之后，恰逢辛亥革命起，郑继成随军参加战斗。当时，冯玉祥在北京担任团长，郑金声乃送郑继成到冯玉祥手下。
1927年冬，张宗昌在济南杀害了郑金声，并秘密追捕郑继成。郑继成赴河南，获冯玉祥任命为北路军总参赞，随军参加北伐。1930年，郑继成回到家乡山东历城，为养父郑金声治丧。当时，张宗昌遭到通缉，但仍居住在北平。1932年9月，张宗昌应邀来到济南，郑继成遂在济南站将张宗昌刺死。此后，郑继成入狱7个月，经各方人士搭救，最终获得特赦。后来，郑继成出任察哈尔绥靖公署参议，后被冯玉祥保送入中央陆军大学将官班，毕业后任冯玉祥的第五战区军法总监。1936年，郑继成于上海休养时，著有《我杀死国贼张宗昌之经过详情》一文，刊于《逸经》第七期。
抗日战争爆发后，郑继成在鹿钟麟部任职，其间同中国共产党频繁接触。后来，他撤至重庆，在重庆冯玉祥身边，担任国民政府军事委员会参赞武官，为陆军中将。抗日战争后期，冯玉祥派郑继成潜回日本占领区，策反原西北军将领郝鹏举、曹福林等人抗日。后因汉奸告密，郑继成被捕，关入日本宪兵队监狱。冯玉祥託旧部张岚峰出面保释，使郑继成获释。此后，冯玉祥安排郑继成在张岚峰部充任参议，仍暗中从事抗日活动，直到日本投降。
1946年初，国民政府自重庆迁回南京，蒋介石答应冯玉祥出国考察水利。冯玉祥电召郑继成来到南京会面，并劝郑继成随其一同出国。但郑继成因曾遭日本宪兵队监狱灌辣椒水折磨，胃部严重受损，无法出国。
1946年农历十月，郑继成因胃病在商丘病逝，享年56岁。